# Ingenio La Esperanza
Ingenio La Esperanza är en ort i Argentina.   Den ligger i provinsen Jujuy, i den norra delen av landet, 1 300 km nordväst om huvudstaden Buenos Aires. Ingenio La Esperanza ligger 557 meter över havet och antalet invånare är 5 002.
Terrängen runt Ingenio La Esperanza är huvudsakligen platt, men åt nordväst är den kuperad. Närmaste större samhälle är San Pedro, 2,8 km väster om Ingenio La Esperanza.
Trakten runt Ingenio La Esperanza består till största delen av jordbruksmark. Runt Ingenio La Esperanza är det ganska glesbefolkat, med 30 invånare per kvadratkilometer.